# Wanderzieglerwesen
Der Begriff Wanderzieglerwesen bezeichnet Strukturen der saisonalen Wanderarbeit, die seit Beginn des 17. Jahrhunderts nachweisbar sind. Besonders bekannt und oft als Beispiel für frühneuzeitliche Arbeitsmigration genannt ist das Lippische Wanderzieglerwesen.

## Lippische Wanderarbeiter in friesischen Ziegeleien
Wegen der schlechten Verdienstmöglichkeiten in Handspinnerei und Handweberei und ausgelöst durch die zunehmende Mechanisierung dieser Arbeiten wanderten junge Männer aus dem agrarisch geprägten lippischen Raum zu Ziegeleien saisonal nach Friesland ab. Sie arbeiteten dort den Sommer über und kehrten zum Winter in ihre Heimat zurück. Im Winter arbeiteten sie dann häufig wieder als Leinenweber. Die lippische Regierung versuchte die Abwanderung der Arbeitskräfte durch Erlasse zu stoppen, um die Arbeitskraft für die lippische Landwirtschaft zu erhalten.
Erst in der ersten Hälfte des 19. Jahrhunderts erkannte die lippische Regierung den Nutzen der Wanderarbeit, nämlich Geld für den Wirtschaftskreislauf des zurückgebliebenen Landes Lippe.
Die Wanderungen vollzogen sich zu Fuß und später mit der Eisenbahn. Die Arbeiter lebten während der Saison in Kotten, kleinen Häusern an der Ziegelei. Sie waren gemeinschaftlich untergebracht und verpflegten sich meist selbst.
In kleinen Ziegeleien arbeiteten zumeist fünf bis sieben Ziegeler in einer Gruppe zusammen, dem sogenannten Pflug. Produktionsbedingt arbeiteten ein bis zwei Pflüge in einer Ziegelei. Ein Pflug bestand aus dem Umgänger, Sümpfer, Einspetter, Karrenmann, Former, eventuell mit Aufstecher, Hagensetzer mit Klöpper und Feldbrandsetzer, der auf kleineren Ziegeleien oft die Arbeit des Formers mit versah. Um jedes Jahr genügend Arbeiter auf den Ziegeleien zu haben, entwickelte sich schon ab dem 17. Jahrhundert eine Arbeitsvermittlung, die sogenannten Ziegelboten. Das Museum Ziegelei Lage informiert über dieses soziale Problem.

## Andere Regionen
Auch in anderen Regionen mit reichen Tonvorkommen gab es dieses Gewerbe. Die Ziegeleimuseen in Glindow und Zehdenick (entlang der deutschen Tonstraße) im Bundesland Brandenburg erinnern an diese Zeit, die erst mit der Verdrängung der handgestrichenen Ziegel durch Strangpressen in den modernen Ziegelwerken zu Ende ging.